# Qulinez
Qulinez är en svensk houseproducent- och DJ-grupp från Varberg, bildad 2011, som består av Alexander Lager och Johannes Gustafsson.
Deras låt "Troll" från 2012 togs emot av Size Records och kom att spelas av artister som Alesso, Cazzette, Hardwell, Tiesto, David Guetta, Sander van Doorn, Sebastian Ingrosso, Steve Angello, Axwell och Swedish House Mafia. Låten blandar typiskt svensk house med ett smutsigt "holländskt" basdrop och var en av de mest spelade klubblåtarna under 2012. 
2012 spelade de på Main Stage på Tomorrowland. De har gjort två USA/Kanada-turnéer.
2013 släppte de Drop It, Noise och Archangel! Drop it, som släpptes på Steve Aokis bolag Dim Mak, var den låt som fick mest framgång av de tre låtarna. 
2014 släpptes "Rising Like The Sun" som kom in på plats #15 på Billboard Dance/Mix Shows.
I juni 2014 avslöjade de att deras samarbete med SIZE Records bryts och att de väljer att gå skilda vägar. De säger så här: "Fanz! We decided to leave Size and take a different path. We can't thank Steve Angello and the Size Crew enough for 2 epic years!"

## Diskografi
- 2016 Hold Me Now
- 2015 Perfection
- 2015 Hookah
- 2014 Rising Like The Sun
- 2013 Drop It
- 2013 Noise
- 2013 Archangel
- 2012 Bamf / Dynamic
- 2012 Troll